# Mini-Futbol'nyj Klub Dinamo Moskva
Il Mini-Futbol'nyj Klub Dinamo, meglio noto come Dinamo Mosca, è la sezione di calcio a 5 dell'omonima società polisportiva avente sede a Mosca.

## Storia
La sezione di calcio a 5 è stata fondata nel 2002; disputa la Superliga russa, nella quale ha trionfato per sei stagioni consecutive. La società moscovita, tra le più prestigiose e la più vincente nel decennio 2000, ha messo in bacheca anche due Coppe Nazionali. Il momento più importante è stato tuttavia nel marzo 2007 quando la squadra ha battuto per 2-1 l'Inter nella finale di Coppa UEFA di Murcia, laureandosi campione d'Europa dopo le due finali perse nel 2005 e nel 2006. Nel 2017, a seguito della grande crisi finanziaria, il club non si iscrive nella massima serie ripartendo dalla seconda divisione del campionato. Partecipa comunque alla Coppa UEFA.

## Rosa 2008-2009
| N. |                    | Ruolo | Calciatore            |
| -- | ------------------ | ----- | --------------------- |
| 1  | Russia (bandiera)  | P     | Pavel Stepanov        |
| 2  | Russia (bandiera)  | A     | Vladislav Šajachmetov |
| 3  | Russia (bandiera)  | D     | Pula                  |
| 4  | Russia (bandiera)  | D     | Aleksandr Rakhimov    |
| 5  | Russia (bandiera)  | D     | Pavel Kobzar          |
| 6  | Brasile (bandiera) | D     | Tatú                  |
| 8  | Brasile (bandiera) | D     | Edu                   |

| N. |                    | Ruolo | Calciatore           |
| -- | ------------------ | ----- | -------------------- |
| 9  | Russia (bandiera)  | A     | Sergej Ivanov        |
| 10 | Russia (bandiera)  | A     | Konstantin Maevskij  |
| 11 | Russia (bandiera)  | A     | Cirilo               |
| 12 | Russia (bandiera)  | A     | Pelé                 |
| 13 | Brasile (bandiera) | D     | Joan                 |
| 15 | Ucraina (bandiera) | P     | Olexiy Popov         |
| 55 | Russia (bandiera)  | D     | Anatolij Badretdinov |

## Palmarès
- Campionato russo: 11

2002-03, 2003-04, 2004-05, 2005-06, 2006-07, 2007-08, 2010-11, 2011-12, 2012-13, 2015-16, 2016-17
- Coppa di Russia: 9

2004, 2005, 2008, 2009, 2010, 2011, 2013, 2014, 2015
- Supercoppa russa: 1

2016
- Coppa UEFA: 1

2006-07
- Coppa Intercontinentale: 1

2013